# エレクトロ・システム
エレクトロ・システム株式会社（英: Electro-System Co., Ltd.）は日本の企業。

## 沿革
- 1981年4月 - 会社創業
- 1983年5月 - 会社設立
- 2006年 - ソニー株式会社の『ソニーグリーンパートナー環境品質認定』を取得し、『グリーンパートナー』に認定[1]
- 2014年6月 - 中小企業庁 平成25年度補正予算「取引環境改善型需要開拓支援事業（中小企業・小規模事業者ものづくり・商業・サービス革新事業）」に、「プリント基板CADの開発・販売事業」が採択[2][3]
- 2015年6月 - 中小企業庁 「平成26年度補正 ものづくり・商業・サービス革新補助金」に、「高機能プリント基板CADの開発・販売」が採択[4][5]

## 業種内容
- エレクトロニクス全般における、システム開発、基板設計、実装・組立、検査・調整のトータルサービス（ワンストップサービス）、または、各個別のサービスを提供
- インターフェース系（USB、Wi-Fi等）を含むアプリケーションソフトの開発・提供
- CAD系ソフトウェアの販売

## 主要開発品

### 画像機器
- 液晶プロジェクター
- C-MOSイメージセンサー/HDTV変換装置
- マルチスキャンコンバーター
- 放送局向けビデオライター

### 産業用機器
- 比重計
- スプリング試験機
- 引張強度試験機
- 歪率測定器
- 画像追従装置

### その他
- IC評価システム
- 空調制御装置
- 業務用ワイヤレスマイクユニット
- 伝送線路シミュレータ

## 主要製品（ソフトウェア）
- esCAD pcb - プリント基板パターン設計CAD（2015年12月31日まで無償提供）
- esCAD sch - 回路図作成CAD（フリーソフト）
- 段取り名人 - プリント基板部品実装支援
- 伝送線路シミュレータ - 伝送線路高周波解析